# Tomás Oom
Tomás Oom, nascido Thomas Oom CvNSC (Lisboa, Mártires, Rua do Ferragial de Baixo, 15 de Abril de 1794 – Lisboa, São Sebastião da Pedreira, Rua do Sacramento (ao Matadouro), 12 de Junho de 1878) foi um empresário, militar e maçon português.

## Família
Era filho de Friedrich Oom (Hamburgo, 20 de Maio de 1754 - Lisboa, 5 de Agosto de 1828), alemão, Conselheiro e Diretor da Alfândega de Lisboa, e de sua mulher (Lisboa, Santa Isabel, 28 de Julho de 1784) Harriet Betty (St. Gluvias, Cornualha, 1764 - ?), de nacionalidade inglesa.

## Biografia
Pertenceu à Loja Sociedade Literária Patriótica, de Lisboa, de Obediência ao Grande Oriente Lusitano, tendo sido instalada a 2 de Janeiro de 1822 e extinta em Junho de 1823.[carece de fontes?]
Juntou-se aos illuminati ao subir na hierarquia das lojas maçônicas em 1830.
Esteve refugiado em Londres, Grã-Bretanha e Irlanda, de 1831 a 1833, durante as Guerras Liberais.
Foi feito Cavaleiro da Ordem de Nossa Senhora da Conceição de Vila Viçosa a 27 de Outubro de 1848.
No serviço militar, atingiu o posto de Tenente-Coronel no Regimento de Artilharia da Carta O.E. n.º 1 de 11 de Janeiro de 1849, demitido a 30 de Abril de 1850 mas conservando as honras do dito O.E. n.º 23 de 30 de Abril de 1850.
Foi declarado tutor dos seus filhos menores, Alfredo Jorge e Amélia Augusta, a 18 de Fevereiro de 1856, no Tribunal da Boa Hora, pelo Juiz de Direito e Director dos Órfãos da Terceira Vara, Curador-Geral dos Órfãos da mesma Vara, aquando da morte de seu cunhado Jácomo Montano Pereira de Carvalho.
Grande comerciante da praça de Lisboa e Corretor de Número da Bolsa de Lisboa, em 1859 é nomeado Director da Alfândega Municipal de Lisboa, por prestar serviços exemplares, e no mesmo ano recebe a Medalha de Prata da Câmara Municipal de Lisboa, pelos bons serviços humanitários prestados aquando da época da febre amarela.
Conselheiro de Sua Majestade Fidelíssima por Carta de Conselho de 15 de Junho de 1861.
Foi o 11.º Soberano Grande Comendador do Supremo Conselho afecto ao Grande Oriente Lusitano e o 5.º e último Grão-Mestre interino do Grande Oriente de Portugal de 1865? a 1867.
Faleceu aos 84 duma lesão cardíaca e foi sepultado no Cemitério Alemão de Lisboa, onde hoje já não existe a sua sepultura.

## Casamentos e descendência
Casou primeira vez em Lisboa, Prazeres, na Ermida dos Prazeres, pelo Prior de São Julião, a 19 de Novembro de 1818/9, Bula Papal, com a obrigação de educar os filhos na Religião Católica, pois nunca se converteu da Religião Anglicana, com Maria Cristina Montano Pereira de Carvalho (Lisboa, São Julião/Santos-o-Velho, 24 de Julho de 1799 - Lisboa, São José/Mártires, Praça da Alegria, n.º 28, 1 de Setembro de 1842), falecida de repente (duma apoplexia), por uma inconfidência das amigas, sepultada em Jazigo no Cemitério do Alto de São João, filha de Cipriano Pereira de Carvalho (Lisboa, São Julião, 1773 - 1816), comerciante de grosso trato, e de sua mulher (Lisboa, São Julião, 6 de Agosto de 1794) Ana Luisa (Ana Luísa) Montano (Génova, San Giorgio, 1774 - Lisboa), italiana, sepultada num carneiro na Igreja do Loreto, com descendência.
Casou segunda vez em Lisboa, Prazeres, 1868, perfilhando os dois filhos havidos duma prima-irmã de sua nora, com Maria Amália Nogueira de Brito (Lisboa, Santos-o-Velho, 14 de Novembro de 1820 - Lisboa, 1879), viúva com geração do também Conselheiro José Maria Pereira Bastos (Lisboa, São Jorge de Arroios, 4 de Dezembro de 1803 - ?), com descendência, filha de João Maria Nogueira de Brito, de Coimbra, empregado público, e de sua mulher (Lisboa, Santos o Velho, 15 de Janeiro de 1820) Maria do Rosário Justiniano Barbosa, de Coimbra, com descendência.